# Samuel Buchet
Samuel Buchet, né le 23 mai 1875 à Roanne et mort le 21 février 1956 au Noyer, est un botaniste et mycologue français.

## Biographie
Il est président de la Société botanique de France en 1939.

## Publications
Il est l'auteur de la traduction des clés des Mucorinées (Mucorales) publiées en russe par N.A. Naumov .